# Бьютт (округ, Калифорния)
Бьютт (англ. Butte) — округ в Центральной долине штата Калифорния. Население округа, по данным переписи 2000 года, составляет 203 171 человек. Прозвище Бьютта — «земля природных богатств и красоты».
Административный центр округа — город Оровилл.

## История
В доколумбову эпоху на этих землях проживали коренные американцы из нескольких индейских народов, включая племя майду. Территория нынешнего округа Бьютт исторически была плодородным краем, покрытым дубовыми деревьями, полями кустарников, болотами и озерами в сезон дождей. Долины изобиловали дичью, гусями, утками, оленями, антилопами, лосями, койотами и многими более мелкими видами животных; рыба буквально кишела в водоёмах.

## География
Общая площадь округа равняется 4343,4 км², из которых 4245,0 км² (97,76%) составляет суша и 98,4 км² (2,24%) — вода. Бьютт омывается реками Фетер и Сакраменто. Также водная система округа включает в себя ручьи Бьютт-Крик и Биг-Чико-Крик. Здесь же расположен шестой по величине в США водопад Фетер.

### Соседние округа
На севере Бьютт граничит с округом Техейма, на востоке с Плумасом, на юге с округами Юба и Саттер, на юго-западе с Колусой, на западе с округом Гленн.

### Города
В округе расположено пять городов:
- Бигс
- Гридли
- Оровилл
- Парадайс
- Чико

## Демография
По данным переписи 2000 года, население Бьютта составляет 203 171 человек, 79 566 домохозяйств и 49 410 семей, проживающих в округе. Плотность населения равняется 48 чел/км². В округе 85 523 единиц жилья со средней плотностью 20 ед/км². Расовый состав округа включает 84,52% белых, 1,39% чёрных или афроамериканцев, 1,90% коренных американцев, 3,32% азиатов, 0,15% выходцев с тихоокеанских островов, 4,82% представителей других рас и 3,90% представителей двух и более рас. 10,50% из всех рас — латиноамериканцы.

Возрастная пирамида округа Бьютт

Из 79 566 домохозяйств 28,40% имеют детей в возрасте до 18 лет, 46,70% являются супружескими парами, проживающими вместе, 11,20% являются женщинами, проживающими без мужей, а 37,90% не имеют семьи. 27,20% всех домохозяйств состоят из отдельных лиц, в 11,10% домохозяйств проживают одинокие люди в возрасте 65 лет и старше. Средний размер домохозяйства составил 2,48, а средний размер семьи — 3,02.
В округе проживает 24,00% населения в возрасте до 18 лет, 13,60% от 18 до 24 лет, 24,80% от 25 до 44 лет, 21,80% от 45 до 64 лет, и 15,80% в возрасте 65 лет и старше. Средний возраст населения — 36 лет. На каждые 100 женщин приходится 96,10 мужчин. На каждые 100 женщин в возрасте 18 лет и старше приходится 92,60 мужчин.
Средний доход на домашнее хозяйство составил $31 924, а средний доход на семью $41 010. Мужчины имеют средний доход в $34 137 против $25 393 у женщин. Доход на душу населения равен $17 517. Около 12,20% семей и 19,80% всего населения имеют доход ниже прожиточного уровня, в том числе 23,80% из них моложе 18 лет и 7,30% от 65 лет и старше.

## Транспорт

### Автомагистрали
- SR 32
- SR 70
- SR 99

### Аэропорты
В округе расположены аэропорты:
- Муниципальный аэропорт Оровилла
- Муниципальный аэропорт Чико